# عبد الله ريغي
عبد الله ريغي (Abdallah Righi ) من مواليد 16 أوت 1942 بمدينة غليزان .إطار سامي ومؤرخ جزائري

## تاريخ
إلتحق بجبهة التحرير الوطني ثم بجيش التحرير الوطني وكان عمره صغيرا .تخرج من المدرسة العليا للإدارة وتقلد مسؤوليات سياسية وإدارية وتشريعية .

## مؤلفاته
بعد تقاعد الكاتب , كرس الكاتب إهتمامه لكتابة التاريخ المحلي لغليزان وكذلك للشخصيات الوطنية الفعالة في القرن العشرين والذين طالهم النسيان. وأراد بدوره تعريفهم للجيل الحالي  
- أحمد فرنسيس
- عبد القادر الحاج علي
- غليزان

'